# Кохання і чудовиська
Кохання і чудовиська (англ. Love & Monsters) — десятий епізод другого сезону поновленого британського науково-фантастичного телесеріалу «Доктор Хто». Уперше транслювався на телеканалі BBC One 17 червня 2006 року. Сценарій епізоду був написаний головним сценаристом телесеріалу та виконавчим продюсером Расселлом Ті Девісом, режисером був Ден Зефф. Епізод супроводжується відповідною Тардісодою.
Події епізоду відбуваються у Лондоні початку 21 століття. Чоловік, якого звати Елтон Поуп (грає Марк Уоррен) приєднується до групи людей, що мають спільний інтерес до іншопланетного мандрівника в часі Десятого Доктора (грає Девід Теннант) та його космічного корабля TARDIS. Над групою отримає контроль та знищує її Віктор Кеннеді (грає Пітер Кей) — іншопланетянин, який має злі наміри до Доктора, бажаючи поглинути його фізичне тіло та знання.
Через додавання різдвяного спецвипуску до розкладу зйомки, епізод повинен був бути знятим з іншою історією (в цьому випадку «Неможлива планета» та «Темниця сатани»), щоб зйомки закінчились вчасно. За допомогою епізоду «Кохання і монстри» Девіс зміг розповісти історію з точки зору іншого персонажа, забезпечивши лише невелику за тривалістю появу головних акторів Девіда Теннанта та Біллі Пайпер в ролях Доктора та Роуз Тайлер. Справжня форма Кеннеді, відома як Абзорбалов, була розроблена переможцем дитячого конкурсу на розробку монстра для «Доктора Хто». Епізод «Кохання та монстри» був переглянутий 6,66 мільйонами глядачів у Великій Британії та отримав змішані відгуки. Одні хвалили складність сценарію, а інші вважали, що епізод є пародійним чи перетворився на образливий гумор. Відгуки щодо Абзорбалова також були змішані.

## Сюжет
Елтон Поуп бачить фотографію Десятого Доктора, зроблену під час недавнього вторгнення прибульців у блозі Урсули Блейк. Елтон згадує, як бачив того самого чоловіка в своєму будинку, коли він був дитиною. Елтон і Урсула разом з трьома іншими об'єднуються в групу з тих, хто аналогічно зіткнусся з Доктором, називаючи її LINDA. LINDA збирається в підвалі бібліотеки, щоб обговорити свій досвід, але незабаром їх зустрічі набувають більш соціального характеру.
Одного разу чоловік на ім'я Віктор Кеннеді перериває зустріч і вказує, що LINDA втратила свій фокус на пошуку Доктора. Він активізує зусилля групи з пошуку Доктора та його супутниці Роуз, навчаючи їх шпигунству. Елтону дається завдання зблизитися з матір'ю Роуз Джекі Тайлер. Йому вдається зустріти Джекі в пральні і його вона запрошує до своєї квартири. Вона невдало намагається спокусити його, але коли вона знаходить фотографію Роуз в куртці Елтона, вона вимагає, щоб він залишив її в спокої. Тим часом Бріджит та Блісс несподівано зникають із групи. Після зустрічі Елтон з Урсулою та містером Скіннером організовують прогулянку. Віктор переконує містера Скіннера залишитися, а Елтон та Урсула виїжджають. Урсула розуміє, що забула свій телефон, і повертається разом з Елтоном та виявляє, що Віктор — інопланетянин, якого Елтон називає Абзорбаловом. Абзорбалов розкриває, що він поглинув більшість членів LINDA і хоче також поглинути Доктора, щоб отримати його накопичений досвід та знання. Абзорбалов обманює Урсулу та поглинає її, перш ніж почати переслідування Елтона.
Монстр заганяє Елтона загнаний в кінець вулички. Коли він змиряється з тим, що його поглинуть, матеріалізується TARDIS, з якого з'являються Доктор та Роуз. Абзорбалов пропонує залишити в живих Елтона в обмін на Доктора, але Доктор показує незацікавленість долею Елтона, одночасно натякаючи поглиненим членам LINDA. У відповідь поглинені члени колективно використовують свою силу волі, щоб придушити Абзорбалофа, який зрештою скидає свою тростину. На вимогу Урсули Елтон ламає її, через що Абзорбалов розривається та осідає в землі. Потім Доктор згадує свою першу зустріч з Елтоном та пояснює, що він був у будинку Елтона років тому, відслідковуючи тінь, але запізнився, через що вона вбила матір Елтона. Доктору вдається повернути Урсулу у вигляді цеглини, з якою Елтон починає стосунки.

## Зйомка епізоду
На відміну від переважної більшості епізодів «Доктора Хто», у «Коханні та монстри» екіпаж TARDIS з'являється лише номінально, а події епізоду відбуваються не з їх точки зору.  Це було виробничою необхідністю, оскільки різдвяний спецвипуск збільшив кількість епізодів, що випускаються з 13 до 14. Таким чином, зйомка мала бути «подвійною» разом з епізодами «неможлива планета» / «Таємниця сатани», тому Теннант і Пайпер могли знятися в цих епізодах, тоді як інша знімальна група працювала над «Кохання і монстри». Структура епізоду з малою участю Доктора та його компаньйона продовжується в інших епізодах, таких як «Кліп-кліп» (2007), «Зверни ліворуч» (2008) та «Дівчина, яка чекала» (2011).
Необхідність, яку довелося виконати в епізоді — включити переможця конкурсу «Зроби дизайн для монстра в «Доктор Хто»» від Пітера Блу. Переможця, Абзорбалова, розробив дев'ятирічний Вільям Грантам. Девіс сказав про монстра: «Я подумав, що Абзорбалов є геніальним. Він торкається людей, поглинає їх, і їхнє обличчя насправді з'являється в тілі — жахливо».

## Трансляція епізоду та відгуки
Епізод «Кохання і монстри» уперше транслювався у Великій Британії на телеканалі BBC One 17 червня 2006 року. За нічними оцінками епізод переглянуло 6,22 мільйонів глядачів з часткою аудиторії 38,3 %. За підсумковими оцінками епізод переглянуло 6,66 мільйонів глядачів, та він став п'ятнадцятою найбільш переглядуваною телепрограмою тижня. Епізод етримав  76 балів за індексом оцінки. Епізод було випущено разом з епізодами «Неможлива планета» та «Темниця сатани» як базовий DVD без додаткового контенту 7 серпня 2006 року. Пізніше епізод було перевипущено як частину Повного набору епізодів другого сезону (англ. Complete Second Series boxset) 20 листопада 2006 року.
Епізод «Кохання і монстри» мав змішані відгуки. Нік Сетчфілд з SFX оцінив епізод у 4,5 балів з 5. Він писав, що «Це може бути найрозумнітим та найсмішнішим сценарієм Расселла Ті Девіса. Він точно є найтеплішим за відчуттями, і в деякому роді навіть відчувається як найбільш особистий.» Хоча Сетчфілд не був прихильником Кея, він вважав його акторську гру під час епізоду веселою. Ахсан Хаке з IGN дав епізоду оцінку 9,5 балів з 10, особливо хвалячи діалоги епізоду. Однак він відчував, що деякі сумніші частини епізоду «здавалось, були у непідходячому місці, знаходячись у тому, що повинно було бути чисто світлим комедійним епізодом.»